# 弗兰·利博维茨
芙蘭·安·雷伯維茲（英語： (/ˈliːbəwɪts/; ，1950年10月27日—），美国作家、演說家暨业余演员。
雷伯維茲對美國人生活的犀利社評，體現了她身為紐約客的細膩個性，以及往來的都是1970年代到1980年代紐約藝術界指標性的人物，例如美國知名普普藝術家安迪·沃荷、以暴力美學聞名的電影導演馬丁·史柯西斯、知名舞蹈家傑羅姆·羅賓斯、知名攝影師羅伯特·梅普爾索普、紐約著名前衛藝術家大衛·瓦納羅維奇、美國標誌性龐克樂團紐約娃娃樂團。美國《紐約時報》曾形容雷伯維茲為「當代的朵樂希·帕克」；其為詩人暨作家，亦是《紐約客》雜誌創始編輯之一，冷箭般的機智妙語與黑色幽默文風是帕克的個人標誌。
雷伯維茲的著作有1978年出版的《大都會生活》、1981年出版的《社會觀察》和1994年出版的《芙蘭·雷伯維茲讀》皆十分賣座，後者為前二者的綜合文集。雷伯維茲也與馬丁·史柯西斯合作過兩部作品，分別為HBO的2010年播映的紀錄片《公眾演講》，以及Netflix2021年的紀錄片節目《弗蘭·利波維茲：假裝我們在城市》。

## 早年生活與教育背景
雷伯維茲生長於紐澤西州的莫里斯敦，家裡有父親哈羅德 (Harold)、母親露絲 (Ruth) 和姊姊艾倫 (Ellen)。雷伯維茲自述她的「猶太人身份」係為「族群、文化或隨便現在的人怎麼稱呼的，但不是宗教。」雷伯維茲於7歲起就是無神論者，她沒有接受猶太教成人禮，但是在滿15歲前持續參與主日學(Sunday school)，也曾受過信仰堅振禮。 
雷伯維茲在求學期間，整體表現並不算好，尤其是代數曾被挂科過六次，她對此表示「我一開始就聽不懂這些，也沒有興趣去弄懂。」由於學業成績不佳，父母便幫她在山湖鎮隸屬於聖公會的私立威爾森女校 (Wilson School) (現已改制為克雷格學校) 註冊，她的成績略見起色，然而由於她不願遵守校規，最後以「非特定緣由的粗魯行為」為由遭到開除。在就讀於莫里斯敦高中時，也曾因偷偷溜出運動大賽前的賽前加油會遭到停學。
雷伯維茲年少時深受到美國社會活動家詹姆斯·鮑德溫影響，曾表示「我第一次在電視上看到有人這樣演講，詹姆斯·鮑德溫是我第一個親耳聽聞的知識分子⋯⋯然後我為之震驚不已，啟發了我去閱讀他的作品。」她也喜歡看美國劇作家戈爾·維達爾和美國媒體人小威廉·F·巴克利製作的電視節目，雖然對於後者的觀點，她並不表贊同。

## 早期經歷
遭高中開除後，雷伯維茲仍取得了高中同等學力證明。18歲時，父母將她送到紐約州波啟浦夕市的姑姑家住了六個月，她在1969年搬到紐約市，父親同意支付前兩個月的費用，條件是必須住在僅限女客的瑪莎華盛頓飯店 (現更名為紐約紅莓酒店)，然後她轉而住在朋友的紐約公寓和波士頓大學宿舍裡，以替學生寫報告維生，20歲時在西村自租公寓居住。為了養活自己，她做過清潔工、開過私家轎車和計程車，當過黃色書刊撰稿人，但她拒絕應徵餐廳服務生，聲稱許多餐廳錄取的先決條件是要跟經理發生關係。
雷伯維茲21歲時在小型雜誌《變(Changes)》上班，負責兜售廣告版面和撰寫書評及影評，這本雜誌是激進份子的政治與文化刊物，由唱片製作人蘇·明格斯 (婚前的本名為蘇珊·葛蘭姆(Susan Graham))創立，她也是美國爵士貝斯手查爾斯·明格斯的第四任妻子。接著安迪·沃荷聘請雷伯維茲到《訪問》雜誌 負責撰寫專欄「鉅細彌遺 (I Cover the Waterfront)」。她隨後轉至《佳人雜誌(Mademoiselle)》上班，期間結交到許多藝術家友人，如1971年認識了美國攝影師彼得·胡雅爾和常常送她攝影照的羅伯特·梅普爾索普；然而許多照片她在不久後就丟掉了。
1978 年，第一本著作《大都會生活》出版，本文集網羅了主要刊登於《佳人雜誌》和《訪問》雜誌的詼諧散文，其中有標題為「沒唸大學之成功」和「對幾句話講幾句話」等；多以辛辣諷刺的語氣鉅細彌遺闡述她厭煩或沮喪的事物。
《大都會生活》出版後，雷伯維茲成為當地名人，經常現身於美國紐約的傳奇俱樂部54俱樂部和上電視。1981年出版了另一本詼諧散文文集《社會觀察》，同樣收錄刊登於《佳人雜誌》和《訪問》雜誌的文章，探討有青少年、電影和客房服務等主題。1994年出版的《芙蘭·雷伯維茲讀》係為《大都會生活》和《社會觀察》的合集。

## 寫作瓶頸與電視名人形象
自1990年中期以來，雷伯維茲的長達數十年的創作瓶頸廣為人知；她最近出版的作品是在1994年付梓的《查斯先生和麗莎蘇遇見了熊貓》(Mr. Chas and Lisa Sue Meet the Pandas)，這本兒童讀物講的是住在紐約市的熊貓渴望搬到巴黎的故事。至今雷伯維茲仍沒有放棄繼續她未完成的創作作品，例如未完成的小說《財富的外徵》(Exterior Signs of Wealth)，描述想當藝術家的富人和想致富的藝術家。2004年，她的《進步》(Progress)一書文摘首次刊載於《浮華世界》雜誌，但是截至2023年尚未完稿。雷伯維茲在聊到創作瓶頸時表示：「我的編輯--每當我介紹他是我的編輯時，他總是說這是『城裡最簡單的工作』；他說我對寫作陷入癱瘓是基於過度崇敬文字，我認為很有可能。」
因為文學創作遭遇瓶頸，雷伯維茲主要收入來源轉為登上銀幕亮相與受邀演講，對此她表示：「這就是我畢生所追求的：有人想聽我表達意見，也不准有人打斷我。」她以公開演講人的身份巡迴各地，並由史蒂芬巴克萊經紀公司(Steven Barclay Agency)代為經理其業務。雷伯維茲曾多次登上美國國家廣播公司(NBC)的大衛·萊特曼深夜秀，她也在《法網遊龍》影集飾演戈柏法官一角(Janice Goldberg/Janis Goldberg)。1997年至今，雷伯維茲持續在《浮華世界》雜誌擔任特約編輯以及臨時專欄作家，也一直為新聞報導供稿。
雷伯維茲在進入大眾視野後，接觸到更廣泛的觀眾，也建立起她標誌性的風格並聞名於世：對特定領域所發表的機智妙語及幽默觀察評論，像是紐約市、中產階級化、藝術、文學和政治等。雷伯維茲的代表性衣著為男裝西裝外套、白襯衫、牛仔靴、Levi's牛仔褲和玳瑁眼鏡，她所穿著的西裝外套為英國倫敦塞維街公會的特級訂製西裝安德森與雪帕德工坊所裁量。雷伯維茲時常談及她唯一的愛車--1979年的珍珠灰色奇克出租車(Checker Taxi)，並自述其為「我一輩子中唯一的一夫一妻制關係」。2007年9月，雷伯維茲在《浮華世界》雜誌第68屆年度國際最佳衣著榜中，獲選為年度最時尚女性。雷伯維茲另一件聞名的事蹟為擁有大量藏書，高達一萬冊餘，其中包含一整架的肥皂雕刻教學書。她對許多科技產品保持拒絕態度，像是手機及電腦。雷伯維茲是老菸槍，因而致力倡導吸煙人士有其權利；然而她從19歲起就不再吸毒或飲酒，並表示她「在那個年齡，就達到了二者的畢生用量。」
2010年，雷伯維茲因參與HBO的紀錄片《公眾演講》而進入新一代觀眾的視野，同年11月17日，睽違16年後重返大衛深夜秀為該片宣傳，聊到她多年的寫作障礙，開玩笑地稱之為「作家的封鎖(writer's blockade)」。11月22日，HBO首播馬丁·史柯西斯執導的《公眾演講》，其中收錄有她的採訪和演講片段。雷伯維茲也參與史柯西斯2013年的電影《華爾街之狼》評委；2021年更再次在Netflix的《弗蘭·利波維茲：假裝我們在城市》紀錄片節目中合作，他以紐約市和其他主題採訪她的看法。

## 觀點

### 針對紐約市
雷伯維茲一直對紐約市的中產階級化和文化變遷持批評態度，她解釋說「『以前的紐約』和『新的紐約』主要差異在於由金錢文化主導和其帶來的影響力；雖然紐約這座城市原本物價就很高昂，但是以前不有錢的人還是可以住在曼哈頓，然後說『你本來就不用隨時滿腦子只想著錢』。先不提別的原因，當時這裡的爛工作可是多到不用愁找不到；但是現在已經不一樣了。那時候我可能某天下午醒來時發現自己身無分文，不只說家裡沒有現金那種沒錢，而是說我的名下一文不名這樣的情況，然而我曉得我終究還是可能變得有錢的。」
她一直批評紐約市市長魯迪·朱利安尼和前任市長麥克·彭博讓紐約更加郊區化並加速曼哈頓的中產階級化，亦批評紐約市許多有錢人「不創造任何有價值的東西，而只會消費東西。」 
她對彭博的看法是，「我反對富人參政，我認為不該容許他們參與政治。富人參政是不妥的，對富人之外的所有人都不妥，何況有錢人又不需要更多幫助。只要有人跟我說『可是他的財富是他自己賺來的』時，我每次都回覆一樣的話：『沒有人賺得到十億美金；他們是每小時賺個十塊美金然後竊取了十億美金。』」
針對朱利安尼的執法政策，雷伯維茲表示，「朱利安尼當市長時，每五分鐘就有一名手無寸鐵的黑人背部中槍。」雷伯維茲痛恨紐約市的大量遊客，稱1980年代主打將城市當成旅遊地進而提升觀光客人數這件事實屬「爛到恐怖的主意」。她將旅遊業視為紐約住屋短缺原因的之一，理由是一直在蓋的往往是飯店而不是公寓大廈。她宣稱將城市經濟轉向觀光會帶來負面影響：「你不可能將成群的鄉下人吸引到城市裡面，又不讓他們對城市帶來不好的影響。」
在談及紐約流浪漢的危機時，她表示「任何一個紐約客走在這座富裕城市的大街上⋯⋯由於現代金錢製造的噪音如此之大，甚至聽不到任何其他聲音；當你看到流落街頭的人們時，不要認為這是國家的恥辱，其實是這座城市的恥辱才對。」
2022年，雷伯維茲登上美國唱作人兼製作人奎斯特洛夫的「奎斯妙想」節目(Quest for Craft)時，表示紐約市對她的創作如斯重要，以及場所感對一位作家有多重要。

### 愛滋病毒/愛滋病的影響
雷伯維茲有許多同性戀男性友人在1980年代死於愛滋病毒/愛滋病，她曾探討這段「瘟疫年代」對美國文化影響之大，特別指出這段文化空白正是因為痛失一代才華橫溢的音樂人和知識分子使然；其中許多人不只創造藝術和知識文化，同時本身也是培育這種文化的熱情觀眾。正如她在2016年受訪的內容所說：
「沒有同性戀者的文化算什麼文化？這裡是美國，有什麼文化可言？受愛滋病影響的不只是紐約，愛滋病澈底改變了美國的文化。⋯⋯因為愛滋病，幾乎整個世代的同性戀男子都在一兩年內悉數死亡，尤其是我認識的人。第一批死於愛滋病的人是音樂人，他們也是最有趣的人⋯⋯懂音樂的歌迷也死了，都不在了⋯⋯人類的已知出現了巨大的落差，而且沒有內容去填補。」
1987年，雷伯維茲在《紐約時報》上發表了《愛滋病對藝術界的影響》。

### 對女性主義的觀點
雷伯維茲被稱為「推進女權主義的反方」 ， 2019年，她在一次採訪中表示：
「如果(女權主義)真的有成效，女權主義就不會存在了。現在許多事都大有改善，小女孩過的日子相較我小時候好十億倍，根本沒得比；雖然好很多，但還是很糟糕；這樣你應該就懂以前（我還是個小女孩時的生活）有多慘了吧？」
另一場採訪中，她表示：「我不是很注意它(女權主義)，主要是因為我從來沒想到它有什麼用，不幸的是，我多半沒想錯。」又說道：「現在教養小女孩的方式非常不一樣了，我小時候，如果我想做某些事，但是不受允許，很多時候原因往往是『因為你是女生 』。」
她對＃MeToo運動表示：
「我想都沒想過會發生這樣的事情，生為女性，我至今的人生直到八個月前都一如往常，所以從沒料到會有這種變化，真的！我敢說這可能是我畢生大出意料的事件之一。第一批四十個被捕的人，我幾乎每個都認識。」

### 對美國政治的觀點
雷伯維茲自認為民主黨的自由派，經常批評溫吞的美國民主黨政治人物及政策；她多年以來一直猛烈批評共和黨，最近又批評前總統唐納·川普（2017年—2021年），表示「川普對選民的吸引力是『一看就知道是種族主義作祟』」，並形容川普的競選聚會讓人聯想到三K黨和喬治·華萊士的聚會。雷伯維茲稱川普為「卑劣的騙子」、「愚蠢」、「懶惰」和「有點瘋狂，但主要是因為他很愚昧」對於川普參與2016年美國總統選舉並當選一事，她表示「真的很恐怖，我的情緒受到強烈的打擊超過一個月；我一直非常憤怒，情緒一直很激動」，她並打趣說，「如果說他當選這件事有帶來什麼好處的話，就是成功讓川普離開了紐約。」
雷伯維茲對許多政治人物有著犀利的評論；她對前美國總統比爾·柯林頓（1993年－2001年）將民主黨推向右翼表示反感：「對我而言，他看起來就是個共和黨人⋯⋯當他簽署個人責任與工作機會調和法時，我整個氣到瘋掉。他當一個不痛不癢的共和黨總統當得很成功」她對美國聯邦參議員伯尼·桑德斯表示厭惡，稱他為「難以置信的討厭鬼，自戀的老頭」，因為他在2019年參與2020年美國總統選舉時搶走她支持的候選人希拉蕊·柯林頓的選票。對於前美國總統隆納·雷根（1981年－1989年），她的看法是「愚蠢總統的模板」：「在雷根之前，沒人料想得到當總統的人有可能很蠢。」

雷伯維茲認為美國憲法第二修正案（保障美國持槍權，亦即公民享有正當防衛的公民權）遭到曲解，所保障的權利應該是與其讓公民隨身佩槍不如讓他們自組民兵團 。在辯論擁槍權時，她表示：
熱愛槍枝都是些什麼人？這些熱愛川普又愛槍的人，是我這輩子最怕的⋯⋯我是可以擁有一把槍，但我從來沒有取得槍枝過。我以前還是個窮困的18歲女孩，住在一座危險的城市時，我也沒像這些德州男人那樣怕到活在恐懼之中。
2019年5月，雷伯維茲在《馬厄脫口秀》中表示，川普應該落得和美國《華盛頓郵報》專欄作家賈邁勒·卡舒吉同樣的下場；中央情報局認為卡舒吉的死亡係因沙烏地阿拉伯王儲穆罕默德·賓·沙爾曼下令酷刑折磨並將他殺害。後來在同一節目中，她撤回了此一評論，表示「我本意不是如此，我很後悔這麼說過。」

## 私生活
雷伯維茲對私生活態度坦誠，公開承認她的性取向為女同性戀，提及自己的感情經歷並不順利。2016年時她說：「我是世界上最棒的女兒，最棒的親戚，我相信我也是個很棒的朋友，但是我是個很糟糕的女朋友⋯⋯而且一直都很糟糕。」
雷伯維茲和美國非洲裔女性作家托妮·莫里森是長久來往的密友。
雷伯維茲對科技產品的排斥也廣為人知，她沒有手機、電腦，甚至連打字機都沒有。

## 作品

### 從影紀錄
電影
| 年份 | 標題                  | 角色       | 備註       |
| ---- | --------------------- | ---------- | ---------- |
| 1990 | 巴黎在燃燒            | 本人       | 紀錄片     |
| 2010 | 公眾演講              | 本人       | HBO 紀錄片 |
| 2013 | 華爾街之狼            | 司徒吉法官 | 劇情片     |
| 2014 | 重生之河              | 清醒的客人 |            |
| 2016 | 黑暗王子：攝慾人生    | 本人       | 紀錄片     |
| 2017 | 時尚教父的福音        | 本人       | 紀錄片     |
| 2018 | 瑰麗卡萊爾：浮華紐約  | 本人       | 紀錄片     |
| 2019 | 托妮·莫里森：我的作品 | 本人       | 紀錄片     |
| 2019 | 書商                  | 本人       | 紀錄片     |
| 2020 | 瓦納羅維奇同名電影    | 本人       | 紀錄片     |

電視節目
| 年份    | 標題                          | 角色     | 備註                               |
| ------- | ----------------------------- | -------- | ---------------------------------- |
| 1980    | 大衛賴特曼秀                  | 談話來賓 | 集數: 1980年6月30日                |
| 1982-10 | 大衛深夜秀                    | 談話來賓 | 15集                               |
| 1982    | 邁克·道格拉斯秀               | 談話來賓 | 集數: 大衛·赫索霍夫和芙蘭·雷伯維茲 |
| 1994-10 | 查理·羅斯脫口秀               | 談話來賓 | 6集                                |
| 1994-00 | 康納·奧布萊恩深夜秀           | 談話來賓 | 7集                                |
| 2001-07 | 法網遊龍                      | 戈柏法官 | 12集                               |
| 2006    | 法網遊龍：犯案動機            | 戈柏法官 | 集數: "To the Bone"                |
| 2010-13 | 吉米·法倫深夜秀               | 談話來賓 | 3集                                |
| 2015-21 | 吉米A咖秀                     | 談話來賓 | 8集                                |
| 2015-22 | 馬厄脫口秀                    | 談話來賓 | 8集                                |
| 2021    | 弗蘭·利波維茲：假裝我們在城市 | 自己     | 製片；Netflix 紀錄片               |
| 2021    | Late Night with Seth Meyers   | 談話來賓 | 集數: 比爾·哈德和芙蘭·雷伯維茲     |
| 2021    | Ziwe                          | 談話來賓 | 集數: "55%"                        |

### 著作
- 1978年出版《大都會生活》
- 1981年出版的《社會觀察》
- 1994年出版的《芙蘭·雷伯維茲讀》
- 1994年出版的《查斯先生和麗莎蘇遇見了熊貓》
- 2003年《進步》（未完稿）
- 2003年《安迪．沃荷訪談精選第一輯，1969-1979》[73]
- 《財富的外徵》（未完稿）[73][74][75]